# Wet Hot American Summer: Ten Years Later
Wet Hot American Summer: First Day of Camp
Wet Hot American Summer: Ten Years Later est une série télévisée américaine en huit épisodes d'environ 27 minutes créée par David Wain et Michael Showalter et réalisé par Wain, sequel adaptée à partir du long métrage du même nom sorti en 2001, et mis en ligne le 4 août 2017 en mode multilingue. L'intrigue prend place dans le camp de Firewood et dans la ville de New York.

## Synopsis
Beth et ses amis sont de retour, 10 ans plus tard, pour des retrouvailles au camping Firewood.

## Distribution

### Acteurs principaux
- Marguerite Moreau (VF : Marie Zidi) : Katie
- Zak Orth (VF : Bruno Magne) : J. J.
- Nina Hellman (VF : Clémentine Domptail) : Nancy
- Paul Rudd (VF : Cédric Dumond) : Andy Fleckner (6 épisodes)
- Michael Showalter (VF : Benjamin Pascal) : Gerald « Coop » Cooperberg / Mme Patti Pancakes / Ronald Reagan
- Michael Ian Black (en) (VF : Stéphane Fourreau) : McKinley Dozen / George H. W. Bush (7 épisodes)
- Adam Scott (VF : Alexandre Gillet) : Ben (7 épisodes)
- Janeane Garofalo (VF : Vanina Pradier) : Beth (7 épisodes)
- Amy Poehler (VF : Marie-Laure Dougnac) : Susie (6 épisodes)
- Lake Bell (VF : Armelle Gallaud) : Donna (5 épisodes)
- Elizabeth Banks (VF : Marie-Eugénie Maréchal) : Lindsay (5 épisodes)
- Josh Charles (VF : Cyrille Monge) : Blake (6 épisodes)
- Eric Nenninger (VF : Nicolas Dangoise) : Warner (6 épisodes)
- David Wain (VF : Jérôme Pauwels) : Yaton / Bill Clinton (6 épisodes)
- Marisa Ryan (en) (VF : Lisa Spurio) : Abby Bernstein (7 épisodes)
- Ken Marino (VF : Nessym Guetat) : Victor Pulak (7 épisodes)
- A. D. Miles (en) (VF : Glen Hervé) : Gary (5 épisodes)
- H. Jon Benjamin (VF : Bertrand Dingé) : Mitch (5 épisodes)
- Rich Sommer (en) (VF : Christophe Lemoine) : Graham (5 épisodes)
- Mark Feuerstein : Mark
- Sarah Burns : Claire

### Acteurs récurrents
- Christopher Meloni (VF : Jérôme Rebbot) : Gene Jenkinson / Jonas (4 épisodes)
- Jason Schwartzman (VF : Jérémy Prévost) : Greg (4 épisodes)
- Joe Lo Truglio (VF : Marc Perez) : Neil (4 épisodes)
- Molly Shannon (VF : Véronique Desmadryl) : Gail Dana Starfield (3 épisodes)
- Chris Pine (VF : Emmanuel Garijo) : Eric (4 épisodes)
- Samm Levine (VF : Donald Reignoux) : Arty (5 épisodes)
- Alyssa Milano (VF : Magali Barney) : Renata Murphy née Delvecchio (5 épisodes)
- John Early (VF : Olivier Podesta) : Logan (4 épisodes)

### Invités notoires
- Jai Courtney : Garth MacArthur (4 épidodes)
- Skyler Gisondo : Jeremy « Deegs » Deegenstein (3 épisodes)
- Marlo Thomas : Vivian (3 episodes)
- Kristen Wiig (VF : Marie Giraudon) : Courtney (1 épisode)
- David Hyde Pierce (VF : Pierre Tessier) : Professeur Henry Neumann (1 épisode)
- Bradley Cooper (VF : Alexis Victor) : Ben (1 épisode)

 Source et légende : version française (VF) sur RS Doublage

## Épisodes
1. Retrouvailles (Reunion)
2. Softball (Softball)
3. La Griffe du tigre (Tigerclaw)
4. La Bouffe (Lunch)
5. Le Roi de Firewood (King of Camp)
6. La Pluie (Rain)
7. La Boum (Dance)
8. Fin d'une nuit d'été (End Summer Night's Dream)